# 連環泡
《連環泡》是華視主頻在1980年代後期至1990年代中期間的一個綜藝節目，於1986年3月24日開播，1994年4月14日停播。

## 簡介
節目內容以短劇單元為主，反應現實，寓教於樂。主要製作人是葛福鴻，製作單位是福隆製作公司，王偉忠、薛聖棻、徐雅琪、侯文燕擔任總策劃。王偉忠做了六年半離開（去英国广播公司受訓三個月），晚期由柴智屏接手做；做到後來結束的時候都沒有人了，許效舜和陳為民是節目結束前的最後一代製作人，自己導、自己做。
1994年3月23日，華視決定，《連環泡》停播，1994年4月18日在原時段開播綜藝節目《連環大車拚》；《連環大車拚》由巴戈搭配一位女主持人主持攝影棚內猜謎，董至成主持戶外遊戲競賽。
《連環泡》首播時段經過多次變動：
- 1986年3月24日－1986年12月31日，每週一至週六19:00～19:30首播。
- 1987年1月1日－1988年7月14日，每週一至週六18:30～19:00首播。
- 1988年7月15日－1988年10月15日，每週一至週六19:30～20:00首播。
- 1988年10月17日－1988年12月30日，每週一、二、四、五20:30～21:00首播，每週三20:30～20:52首播。
- 1989年1月2日－1991年4月5日，每週一至週五19:00～19:30首播。（1990年1月26日～1990年1月29日、1991年4月3日，則為18:30～19:00首播）
- 1991年4月8日－1991年6月30日，每週一至週五18:30～19:00首播。
- 1991年7月1日－1994年4月14日，每週一至週四21:30～22:00首播。

## 歷屆主持人
本節目是臺灣電視史上少數連換數任主持人依然維持收视率不衰的節目。各主持人主持風格和節目內容都有很大的不同，幾乎可以算是不同的節目。
1. 第一任：張小燕（主持期間：1986年3月24日－1986年12月31日，共202集）。
2. 第二任：胡瓜（胡瓜主持時，一度不用藝名，改用本名胡自雄上陣，主持期間：1987年1月1日－1988年5月31日，共420集）。
3. 第三任：蔡琴（主持期間：1988年6月1日－1988年7月30日，共52集）。
4. 第四任：澎恰恰（蔡琴請辭後，由澎恰恰接棒[1]，主持期間：1988年8月1日－1988年10月16日，共65集）。
5. 第五任：澎恰恰、方芳（方芳加入與澎恰恰搭擋主持，打破連環泡開播以來一人主持的風格，主持期間：1988年10月17日－1990年3月5日，共358集）。
6. 第六任：澎恰恰、許效舜（1990年3月6日－1990年12月23日；但1990年3月6日第1098集與1990年3月8日第1100集為澎恰恰單獨開場；1990年7月3日第1183集為許效舜與楊麗音開場）。
7. 第七任：方芳、許效舜（1990年12月24日開始）。
8. 第八任：方芳、邰智源（1991年4月8日開始）。後期連環泡改版，方芳退出主持（第1420集開始），由陶晶瑩、許效舜、邰智源、陳為民主持的單元及短劇接替。
9. 第九任：澎恰恰、白冰冰（1991年11月1日起）[3]。
10. 第十任：澎恰恰、白冰冰、蔡頭（1992年3月開始，這時期是連環泡開播以來第一次三位主持人共同主持，打破過去從第五任開始兩位主持人的情況）。後期連環泡改版，蔡頭退出主持（1992年8月24日起），澎恰恰、白冰冰配合單元搭配不同的搭擋主持。
11. 第十一任：陶大偉、李方、朱家容、林佩君，第1793集起每集抽三人主持。（這時期是連環泡開播以來第一次四位主持人共同主持，打破過去從第十任開始三位主持人的情況。第1793至1797集李方尚未主持，到第1798集才加入主持。）後期林佩君、朱家容退出主持，由郎祖筠代班（郎祖筠首次代班主持時有提到此事）。
12. 第十二任：巴戈、董至成、胡惠玲（1993年3月15日第1877集起至1993年第1954集）。後期胡惠玲退出主持。
13. 第十三任：曹啟泰、董至成（1993年7月1日第1955集起）。
14. 第十四任：巴戈、曹啟泰。（後期曹啟泰退出主持，由董至成代班）。
15. 第十五任：許效舜、陳為民。

## 歷屆旁白
- 王偉忠
- 邰智源
- 李方
- 曹啓泰

## 重播紀錄
2007年10月3日起，華視休閒頻道從第1311集（原播出日期：1991年1月1日）開始重播《連環泡》，但播出的頻率與集數曾歷經多次變化，簡列如下：
- 2007年10月3日至2008年3月2日為止的播映時間：每週一至週六23:00～23:30（一次一集）、每週日23:00～24:00（一次兩集）。
- 2008年3月3日起，週一至週六暫時停止重播，2008年3月9日起至2008年5月11日止為每週日重播2集。
- 2008年5月18日起至2008年6月15日止，又改為每週日重播4集。
- 2008年6月16日起至2008年8月3日止，再改為每週一至週六重播1集，每週日重播4集（但第1590集～第1592集未播出，原因不明）。
- 2008年8月4日起至2008年8月7日止，每天播出2集。
- 2008年8月8日起至8月24日止，因轉播北京奧運，暫停播出。
- 2008年8月25日起至2008年11月6日止，恢復每週一至週六重播1集，每週日重播4集（但2008年9月20日20:00、20:30先播出第1641、1642集，9月21日00:30才播出第1640集）
- 2008年11月7日起2009年1月3日止，每天重播2集。
- 2009年1月4日重播4集（第1823集～第1826集）後，暫停重播。
- 2009年8月31日起至2009年11月5日止，每天重播2集（自第1827集播起）。
- 2009年11月6日起，每週五重播1集，其他日子重播2集。
- 2009年11月28日起至2010年2月4日，每天重播2集，直到第2138集為止。
- 2010年2月5日深夜03:00（即2月6日凌晨03:00）起，展開另一輪的重播，而且往前拉到從第477集開始重播。
- 2010年2月5日起至2011年2月27日（2月28日）止，一律都是每天深夜一連兩集，播至第1230集止。(例外：2月13日、2月14日、10月26日、10月28日、11月12日、11月19日因春節、洲際盃棒球賽及廣州亞運等因素深夜停播；8月6日只播出1集；8月24日、8月25日播出3集；10月18日至10月20日、10月23日至10月25日以及10月29日至11月1日因轉播洲際盃棒球賽，深夜只播1集；11月13日因轉播廣州亞運，深夜只播1集；另第519集不明原因跳過未播出。)
- 2014年12月19日深夜02:00（即12月20日凌晨02:00）起於華視主頻重播，週一至週五深夜（即週二至週六凌晨）一連兩集重播（從第1311集起）。
- 2015年10月至2016年5月4日於華視綜合娛樂台凌晨時段重播至第2015集，重播後即在YouTube華視綜藝頻道[4]提供該集完整節目；但一部分集數並非逐集重播。

## 特色
《連環泡》主持人的開場白是在播出當天15點或16點錄影，因此可運用當天的突發事件，與社會脈動結合。
《連環泡》節目從開播的戒嚴時期（1986年）橫跨到解嚴時代，該節目算是當時很新潮的綜藝節目。主持人及來賓上節目，名字字幕底下都會打上「○○○先生、○○○小姐」；直到1991年4月，主持人及來賓直接以本名或藝名打上。
《連環泡》主持人開播時都是一人主持，到了中期改由兩位主持人，甚至到後期主持人最多到四位，成為其節目特色。而該節目積極培養新人，因此常有新人變成主要主持人或單元主持人的情形。如曹啟泰、許效舜、邰智源、陳為民、朱家容、林佩君、胡惠玲等人，都是從《連環泡》出來的新人，最後成為主要主持人。
《連環泡》中期以後推出的短劇單元〈每字一說〉、〈中國小姐〉、〈中國電視史〉、〈七點新聞〉等，都以黑色幽默短劇方式諷刺社會現象，樹立綜藝節目諷刺時事的風格，也帶動了後來的綜藝短劇風潮。因收視不錯，《連環泡》開始在周六推出《周末連環泡》。
《連環泡》自澎恰恰、方芳時期開始有片頭曲，由歌手庾澄慶製作。《連環泡》中期以後開始有主題曲，主題曲大多以當紅歌曲為主，成為歷來台灣綜藝節目中唯一有主題曲的節目。
1991年12月31日，《連環泡》獲得日本放送協會（NHK）推薦為「世界十大最佳節目」之一。

## 單元簡介

### 張小燕時期
- 〈今天事〉：《連環泡》第1集起由孫越負責的單元，把一些新訊息及生活點滴告訴觀眾。
- 〈明星專訪〉：由張小燕主持，節目固定都會請明星來接受主持人訪問。
- 〈誰來晚餐〉：《連環泡》第1集起的短劇單元，由胡瓜、鄧瑋婷、裘比、邢峰主演，並安排特別來賓參與演出。
- 〈連環報〉：由李立群、顧寶明主持，並討論中外古今、人事地物的大事件。
- 〈老實樹〉：每次邀請一位來賓接受胡瓜的一對一訪問。兩人坐在同一張桌子的兩端，桌上有一棵以木板加電燈泡做成的「老實樹」，電動操縱老實樹整棵倒下。如果來賓說話疑似不誠實，老實樹就會整棵倒下然後恢復原狀。
- 〈七點新聞〉：模仿《華視晚間新聞》的播報現場，藉由主播之口來諷刺時事與社會現象，提出許多讓觀眾深思的問題和現象。
- 〈每日一說〉：「快嘴」張小燕與「歪嘴」曹啟泰的鬥嘴。
- 〈新聞後遺症〉：內容不詳，待考。
- 〈兩個女人〉：張小燕與夏玲玲所飾演的兩個女人之間的戰爭，內容主要是兩個女人常常為了一些芝麻蒜皮的小事鬥嘴。兩個女人的職業或身分每集皆不同，但會重複出現。
- 〈絕代雙珍〉：由朱慧珍、譚艾珍擔綱的單元；內容不詳，待考。

### 胡瓜時期
- 〈今天事〉：同張小燕時期，改由胡瓜、鄭進一聯手主持。
- 〈明星專訪〉：由胡瓜主持，節目固定都會請明星來接受主持人訪問。
- 〈老實樹〉：同張小燕時期。
- 〈良心話〉：由胡瓜主持，每集邀請不同來賓進行良心話的測驗。
- 〈全家福〉：由民眾家庭組隊參加的競賽單元，並邀請三位特別來賓協助出題（例如：現場有一隻貓，三人都有一套說詞說那隻貓是自己養的，由兩隊猜真正的飼主是誰）；本單元除胡瓜外，還有助理主持人楊海薇。
- 〈中國小姐〉：⑴由方芳一人飾演多角，笑看台灣社會現象（例如：台灣民間流行的大家樂）。例如其中一個角色「有為青年」，固定台詞是「我是一個有理想、有抱負的年輕人！」與「爸爸！我回來了！」⑵另有兩個角色，一是方芳飾演的瘦削男「方哥」，一是張永正飾演的胖女人「歪妹」[8]；開始時，方哥的台詞是：「我是方哥，她是歪妹！」無論方哥怎麼說，歪妹總是會說：「對啊！」另有精神病患「老方」，每次都自稱是某某專家。老方越講越激動時，陳繼宗飾演的醫師就會把老方帶回去，然後用手勢表示「他瘋了」。
- 〈歪妹歪媽〉：藍心湄飾「歪媽」，張永正飾「歪妹」，以母女間詼諧的對話取勝。
- 〈聽不到的聲音〉：每次邀請兩位來賓分別接受胡瓜的一對一訪問。胡瓜坐在攝影棚內最右方，在胡瓜右手邊有一個透明玻璃箱，上面有一副全罩式耳機給第一位來賓戴上。首先胡瓜請第一位來賓出場，然後問第一位來賓幾個問題，第一位來賓不必戴耳機就可以回答。胡瓜問完這些問題之後，請第一位來賓進入透明玻璃箱內並戴上耳機，然後從箱外關閉玻璃箱的門。第一位來賓戴上耳機之後，耳機內會傳出高音量的聲音，使第一位來賓聽不到外界的聲音。確定第一位來賓聽不到外界的聲音之後，胡瓜雙手撫摸「魔鏡」（電漿燈）來「召喚」第二位來賓出場，問第二位來賓有關第一位來賓的事情，第一位來賓的「秘辛」就這麼被第二位來賓陸續揭發了。兩段訪問全部結束之後，胡瓜放第一位來賓出來，讓第一位來賓摘下耳機，最後送上一卷卡式錄音帶給第一位來賓當作紀念品，並感謝兩位來賓的蒞臨。該卷錄音帶的內容是胡瓜訪問第二位來賓時的全程錄音。
- 〈第一次接觸〉：透過剪接技術，由胡瓜同時訪問「過去」與「現在」的來賓，包括銀霞、藍心湄、陳淑樺等人都上過這單元。採訪時胡瓜坐在畫面中間，他的左手和右邊分別是來賓的「過去」與「現在」（左右的分配不一定）。胡瓜會幫忙雙方傳話或是互送東西，製造一種來賓「自己和自己對談」的趣味。
- 〈IQ排行榜〉：由胡瓜、澎恰恰聯手主持的單元；內容不詳，待考。
- 〈家有焦妻〉：由胡瓜、澎恰恰演出的短劇。
- 〈實話先生〉：由李國修一人飾演多角，陳繼宗飾演「實話先生」。內容不詳，待考。
- 〈不平衡先生〉：為李茂山量身訂做的短劇單元，李茂山飾演「不平衡先生」。
- 〈名人像名人〉：每集邀請有明星臉的觀眾10人以內，請該集來賓猜其像誰。每位觀眾各手持一個號碼牌，標示自己是幾號。胡瓜逐一點名來賓自選要猜哪一位觀眾。被點名的觀眾，依其長得像誰，就模仿誰講話。猜對者無獎勵，猜錯者亦無懲罰。
- 〈絕配〉：胡瓜與澎恰恰為某兩藝人配對，並作街頭訪問，請觀眾談對此配對的看法。胡瓜扮演「胡博士」，澎恰恰扮演其副手「阿三哥」。[9]
- 〈自助伴唱群星會〉：現場擺設一台腳踏車發電機，兩人一組參賽。一人踩踏板發電，另一人唱歌。踩不穩的踩者無法使發電機穩定供電，會使麥克風聲音時斷時續。[10]

### 蔡琴時期
- 〈明星專訪〉：由蔡琴主持，節目固定都會請明星來接受主持人訪問。
- 〈聽不到的聲音〉：同胡瓜時期，原由胡瓜主持，後由澎恰恰接手主持。
- 〈良心話〉：原由胡瓜主持，後由蔡琴接手，每集邀請不同來賓進行良心話的測驗。
- 〈中國小姐〉：同胡瓜時期。
- 〈絕配〉：由蔡琴為某兩藝人配對，蔡琴與其副手「阿三哥」（澎恰恰飾演）作街頭訪問，請觀眾談對該組配對的看法。
- 〈男人廚房〉：由澎恰恰、林慧萍主持，邀請來賓接受澎恰恰、林慧萍的訪問，來賓要與澎恰恰一起展現廚藝。
- 〈新鮮秀〉：由澎恰恰主持，每次邀請來賓介紹新奇有趣的物品，其中一集介紹石雕藝術。
- 〈熱門話題〉：由徐淑媛、譚艾珍所演出的短劇，並以當下的熱門新聞為題材。
- 〈毒家新聞〉： 探討與批判時事的單元，開場會先有王偉忠的口白：「各位觀眾，誠所謂『量小非方芳，無毒不新聞』！歡迎收看〈毒家新聞〉！」然後由方芳解析最近值得探討的新聞議題。過程中會有一些由方芳飾演的各界人士發表意見（在這個部份的型式類似〈中國小姐〉），並請相關人士（郭子乾飾演）來到現場受訪。

### 澎恰恰、方芳時期
自澎恰恰、方芳時期開始，《連環泡》出現片頭曲，由歌手庾澄慶幫節目製作。
- 〈明星專訪〉：由澎恰恰、方芳主持，節目開場都會請明星來接受主持人訪問。
- 〈每字一說〉：模仿華視社教節目《每日一字》，由方芳與邢峰主持。方芳自稱「方字典」，邢峰自稱「邢辭海」。
- 〈中國電視史〉：透過模仿其他知名綜藝節目情節等方式，講述台灣電視節目或廣告的一些過程，也嘲諷台灣電視史歷年來的種種現象。而由王偉忠擔任OS的開場白一定是「打開〈中國電視史〉，唉唷，××××篇」，××××會隨著每集主題而有所不同。依據王偉忠所說，靈感來源是他在日本時看到中國大陸紀錄片《河殤》所用的沉重的語氣，覺得很好玩，因此做了這個單元；切換場景的OS口頭禪為「咱們繼續看下去」。起初郭子乾的慣用語是「是是是是……」由於家長擔心學生模仿導致口吃，於是取消，改用「很好！我喜歡！」作為其慣用語。1989年，本單元播映完畢。1997年，本單元的創意被王鈞借用，加入他所製作的中視綜藝節目《紅白勝利》，成為《紅白勝利》的招牌單元〈中國電視尺〉。

本單元主要演出的有澎恰恰、郭子乾、許效舜、楊麗音、陳為民、阿咪等人。本單元絕大多數由王偉忠旁白，但有一次因為他休假太久沒有回來，存量不夠，曾由澎恰恰代錄旁白。王偉忠也認為本單元很難做，一個短劇要換十幾個景；他說，侯文燕真的收集很多資料，劇本寫得不錯。
1991年10月30日，華視播出福隆製作公司製作之20週年台慶特別節目《華視全家福》，短劇單元〈華視連續劇史〉重現本單元，由王偉忠親自操刀及當場念口白，澎恰恰、郭子乾、許效舜等人戲仿《包青天》（儀銘版）、《保鑣》、《西螺七劍》。
2014年10月，第49屆金鐘獎電視金鐘獎頒獎典禮4段表演節目之一〈台灣電視史〉重現本單元，由王偉忠親自操刀及當場念口白，郭子乾、唐從聖等人演出。開場口白：「人生百態要看公視，師兄師姊感恩要看大愛，勾心鬥角要看三立，帥哥美女要看偶像劇！」王偉忠說，該節目準備一個半月，腳本創意由年輕人發想，但因時間過長而忍痛砍掉脫口秀與阿喜跳海，「不僅調侃別人，我也自嘲：三十年前做電視史，如今還在做電視史」；三立電視資深副總經理張正芬在觀眾席看了，沒有生氣，「還說很好笑」。
- 〈中國小姐〉：同胡瓜時期。
- 〈面對面〉：主持人模仿上節目宣傳的歌手，歌手則扮演主持人的角色。例如方芳模仿銀霞，而銀霞扮演主持人。
- 〈笑彈龍虎榜〉：1989年6月21日首播。內容不詳，待考。[13]
- 〈對罵集〉：用對罵的方式，諷刺台灣社會問題（例如：停車問題）。
- 〈新媽星媽〉：本單元由澎恰恰主持，方芳扮演來賓的媽媽，與來賓擦出不同的火花。
- 〈未來怎麼辦〉：內容不詳，待考。
- 〈台語溯源〉：本單元由澎恰恰主持，講解、介紹許多閩南語詞語、諺語例如『西北雨』、『輸人不輸陣』等等，以國語講解；念出詞語、諺語及例句時，則使用閩南語。單元中也會邀請來賓（如：李碧華）參與，演唱一些台語歌曲的片段。
- 〈看你怎麼說〉：由特別來賓參與心理測驗，主持人提供結果分析（與純上節目但無心理測驗的藝人單元有所區隔）。或許因為後來上節目的藝人時常會有心理測驗，單元名稱後來就沒有再使用，直接切入介紹藝人進場的部份。
- 〈中國電視金泡獎〉：〈七點新聞〉Part1結束後的接檔單元，簡稱〈金泡獎〉，由王偉忠旁白，仿照金鐘獎頒獎典禮，每回由兩位頒獎人（模仿特定人士）以諷刺搞笑風格頒發不同獎項。開播於1990年1月2日，結束於1990年2月9日，共播出27回。
- 〈娘娘腔〉：接受女性觀眾來信，由方芳扮演投書者，以獨白方式把觀眾信中提到的煩惱演出來。演完後結束前，方芳會走過去和一個坐在“娘娘腔收發中心”的男生（袁建進飾）講話，男方會發表對她煩惱的短評。單元於1990年1月11日結束，1月15日起擴大為受理民眾投訴並代為詢問相關單位的新單元〈選民服務處〉。（單元內容曾集結為《娘娘腔》一書，皇冠文化出版）
- 〈選民服務處〉：由〈娘娘腔〉擴大辦理的單元，福隆製作公司接受觀眾來信投訴生活中的一些問題，再由方芳扮演來信者朝著鏡頭陳述自己的問題；背對著鏡頭的椅子上，會有一個人伸出手來，打電話給同樣由方芳扮演的「代問員001」（「001」讀做「洞洞么」）。代問員會幫忙向各個相關單位查詢後，告知初步結果（在那個年代，即便是製作單位代為詢問，似乎還是會得到比較踢皮球或打太極拳般的答案；不過透過節目播出，多少讓觀眾們知道有這樣的問題存在），並且強調：「如果問題再沒有獲得改善，你就再寫信來！」單元開播於1990年1月15日第1065集，那一集在單元開始前，來賓特別找了時任立法院第一屆增額立法委員趙少康（平常都是藝人擔任來賓比較多；但時任行政院環境保護署署長簡又新也曾在1990年2月13日上節目談一些政策）。1990年2月26日與2月27日的第1093、1094集曾連續兩集暫停播出（〈七點新聞〉單元復播，時間加長），2月28日第1095集起又恢復播出，但至1097集播出最後一次後，方芳版的〈選民服務處〉就暫時結束(共播出28回)。第1100集的開場時，澎恰恰表示，由於方芳停止在《連環泡》的演出，〈選民服務處〉也會有新規劃，歡迎觀眾繼續來信。
- 〈七點新聞〉：諷刺最近國內發生的新聞事件或社會現象（如：賭博性電玩、賄選等），開場固定台詞是：「這個新聞為您播報：過去今天發生的舊聞、現在今天發生的新聞、未來今天發生的來聞。」一開始會先有「歷史上的今天」回顧過去某一年今天的新聞影片畫面，再進入主題短劇（短劇的前後會附上相關剪報的影印稿）。Part1（一開始並無Part1的名稱；是後來出現Part2，要區分時才稱舊的為Part1）開播於1989年7月11日，結束於1990年1月1日。在Part1的最後一回中，據王偉忠的旁白表示，會收掉是因為種種壓力（畫面中則帶到報紙報導〈七點新聞〉被迫收掉的因素似乎與模仿政治人物有關）。王偉忠並在Part1最後一集的旁白中提到：「算起來應該是一共有126回，但是怎麼會變成125回呢？」似乎暗指有一集是在壓力下被拿掉的，但他沒有明講，故無法證實此事。Part1的短劇中，主要演出的有澎恰恰、郭子乾、許效舜、楊麗音、陳為民、阿咪等人，謝金燕亦曾參與演出。

### 澎恰恰、許效舜時期
澎恰恰、許效舜時期《連環泡》片頭曲由歌手庾澄慶幫節目製作。
- 〈明星專訪〉：由澎恰恰、許效舜主持，節目開場時都會請明星來接受主持人訪問。
- 〈七點新聞〉：開播於1990年2月26日第1093集，單元名稱維持〈七點新聞〉。原本Part1開場時的開場白，以及「歷史上的今天」的回顧，都沒有沿用。主要成員有澎恰恰、楊麗音、許效舜、陳為民、阿咪、郭子乾等，並有新加入連環泡團隊的邰智源，探討各種生活議題，像是台北捷運籌建時土地徵收價格的問題等。在〈明日之星〉選秀活動中勝出的三位素人，參與了其中的一些演出。單元復播後，因為每週五推出法律常識的新單元〈法事一籮筐〉，而以一週播四天為常態。復播後，到1990年4月5日第1121集播出最後一次後結束（共24回），隔週一第1123集起由重新設計後的〈選民服務處〉接替。
- 〈七點新聞公報〉：後簡稱〈七點公報〉，是〈七點新聞〉在1990年2月26日第1093集復播時跟著推出的新單元，以皮偶扮演政治人物，講述最近和自己有關的一些事件或新聞自謿[14]。皮偶的旁白多半是由王偉忠擔任，模仿對象大致上是固定由幾位執政黨的政治人物輪流：包括時任台北市長吳伯雄、財政部長郭婉容、行政院長李煥、內政部長許水德、以及警政署長莊亨岱等，不過立法委員朱高正也曾經出現過一次。也曾經以子畫面的方式找來另一皮偶對話，或是在現場加入真人（如：陳為民）對話。
原則上每週五播〈法事一籮筐〉單元，不播〈七點新聞〉時，也不會有〈七點新聞公報〉。不過在〈法事一籮筐〉第5回播出（1990年3月30日第1117集）時，該集也出現了〈七點新聞公報〉，此起變成無論播不播〈七點新聞〉單元，一週五集一律都會有〈七點新聞公報〉。
另自1990年4月9日的第27回播出開始，變成多個人偶（4尊以上）同時登場，並加入楊麗音、澎恰恰等連環泡成員扮演民意代表「質詢」皮偶。
本單元播至1990年4月13日第1127集結束（共33回），自第1128集起由新單元〈阿澎嫂的副詞〉接替。第1128集節目開場時，澎恰恰意有所指地表示，這個單元是由於「種種原因」才結束的。
- 〈每日一詞〉：由《連環泡》固定班底搭配一位來賓主持，每日介紹時下流行的詞。
- 〈毒家新聞〉：同蔡琴時期。
- 〈明日之星〉：〈中國電視金泡獎〉結束後開始的外景單元，內容是為了幫〈七點新聞〉Part2挑選生力軍演員，而在全省多個地點舉辦的公開選秀活動，地點包括台南市文化中心前、高雄市中正文化中心前、台中光復國小操場等，有連環泡班底到場（不含方芳），澎恰恰與楊麗音主持，並邀一至三位藝人擔任評審（在同一地點的選秀過程通常會錄成連續三集，第一集有一位藝人評審，第二集再加一位藝人評審，第三集又加第3位藝人評審），陳松勇、顧寶明、潘美辰、徐樂眉、歐陽龍、張瓊姿、洪榮宏等人都曾擔任評審。參賽者的表演內容以模仿藝人（如：伊能靜、曹蘭）居多，但也有脫口秀或雙人相聲等。參賽者表演完後，評審以舉牌方式給分，分數分為75、80、85、90四個等級，出色者可參與決選。在棚內進行的總決選（評審鄭進一、曹啟泰）於1990年2月23日第1092集中選出三名素人（王裕博以及陳雨潔、祝苑銘姐妹）優勝後，本單元宣告結束，2月26日的第1093集起由復播的〈七點新聞〉接續。
王裕博此後多次參與〈七點新聞〉演出，但陳雨潔與祝苑銘只參與了復播後的頭兩次以及第1118集的〈七點新聞〉演出；不過在第1100集時，姐妹倆也曾在主演《婉君》的來賓俞小凡與施羽出場前，與童星夏振皓、蔡東霖及熱舞偶像團體忍者少年成員陳國華等人演出「婉君」短劇做為介紹。
- 〈法事一籮筐〉：1990年3月2日第1097集起，每週五播出的法律常識單元，結束於1990年5月4日第1142集，共播出10回。先演出狀況短劇後，再由法界人士（時任台北地檢處（後改制為台北地檢署）民事庭長的沈銀和、律師李永然及陳明暉等）為觀眾解說劇情中涉及的相關法律。第五回起又加入許效舜，變成與法界人士以對談方式解說短劇中的法律知識。劇中由郭子乾飾演的「大老爺」會使用定身法術，每當他要說什麼的時候，只要一喊「停～～～～！」大家就會定格，此時其他演員就必須暫停手邊正在進行的動作，變成靜止姿態。另，第七至第九回是以古裝而非現代場景演出短劇。
- 新〈選民服務處〉：原本由方芳單獨演出的〈選民服務處〉單元在她暫別《連環泡》而暫停後，歷經一段時間的規劃，於第1123集以新型態重新出現，改為由《連環泡》的多位演員共同把觀眾的來信內容「演出來」；而在回覆觀眾的部份，則改為由楊麗音扮演「代問員馬尚文」（「馬上問」的諧音），並有許效舜扮演「代問員009」（009讀做「洞洞勾」）與邰智源扮演「代問員007」（007讀做「洞洞拐」）在一旁配合評論。後來又加入由郭子乾扮演的「代問員馬尚達」（「馬上答」的諧音）。中間並改變回答模式，改採演到最後直接晃到代問員面前互動的方式，並且只由其中一位代問員回答問題，以讓更多人能參與情境短劇的演出。
- 〈阿澎嫂的副詞〉：1990年4月16日第1128集起接替〈七點新聞公報〉的新單元，每週一至週四播出，結束於1990年5月10日第1146集，共播出16回。由澎恰恰飾演「阿澎嫂」，每一集演出一個與社會事件或現象有關的關鍵字（如：「救命」、「賤骨頭」、「未成年」、「壞人」、「四堅持」）。「副詞」指的是「對人民造成副作用的生活用詞」，而不是文法中所稱的「副詞」。
- 〈十萬八千里〉：澎恰恰、郭子乾聯手主持的單元，內容為主持人出中國各地方言考題，像是福州話、上海話，來賓講出中文意思，主持人公佈正確答案。
- 〈多情城市〉：〈阿澎嫂的副詞〉與〈法事一籮筐〉結束後，於1990年5月14日第1148集起播出的單元，以憶當年的方式探討早年台灣的一些文化。至第1181集共播出34集後結束。由於接下來《連環泡》試圖轉型，還曾經仿照〈多情城市〉的型式製作了五集回顧過去經典單元的〈多情連環泡〉。
- 〈連環電視廣播站〉：自1187集至1214集之間更換製作團隊的轉型不成功後，由原本製作團隊接手回來製作後的第一個單元，開始於1990年8月17日第1216集。設定一個廣播電台的情境，由邰智源擔任站長，澎恰恰（在單元裡使用本名彭樟燦）擔任主持人，方芳（在單元裡使用的名字是方文媛，疑為惡搞廣播名人李文媛）擔任助理播音員，楊麗音擔任「空中小天使」，報導路況或是社會事件，並在節目片尾有「點播時間」帶出歌手打歌的MV。
- 〈他們的真面目〉：許效舜主持的外景整人單元，都是藝人被整。末尾會打出字幕「本單元經過當事人同意播出」，而且被整的藝人可能反過來整許效舜（例如：1990年8月9日第1210集是江淑娜在華視停車場被整，末尾許效舜被江淑娜澆礦泉水）。

### 方芳、許效舜時期
方芳、許效舜時期《連環泡》片頭曲，由歌手庾澄慶幫節目製作。
自1990年12月24日起算。節目流程：〈明星專訪〉→〈寶島小夜曲〉→〈老鄧的小耳朵〉→〈吃飯您好〉。
- 〈明星專訪〉：由方芳、許效舜主持，節目開播時都會請明星來接受主持人訪問。
- 〈寶島小夜曲〉：許效舜、楊麗音主持。觀眾來信點播歌曲，搭配當時的新聞片段，由製作單位篩選播出，通常播出1至2首。
- 〈老鄧的小耳朵〉：一個模仿鄧小平的人偶談論時事問題，由邰智源給該人偶配音。
- 〈吃飯您好〉：方芳與鄧安寧扮演雙主播（方主播、鄧副播），播報當時受到矚目的新聞，再以戲劇方式表演街頭訪問民眾對該新聞的看法。第一版開場是王偉忠的口白：「這是一個講究民意調查的時代，這單元就這玩意兒。請收看〈吃飯您好〉！」用電訪方式向民眾實施問卷調查，後來遭到觀眾投訴有人冒充製作單位對民眾進行電話騷擾，最後在1322集節目開場中作鄭重聲明，即日起不做電訪調查[15]。第二版開場是邰智源的口白：「這是一個您沒有看過的報導，您會知道不少，也會開懷大笑。請收看《連環泡》的〈吃飯您好〉！」接著由方芳與鄧安寧開場，開場台詞是：「（方芳）〈吃飯您好〉，我是方主播，我是鄧副播。」
- 〈希望你能賺錢〉：由短劇演出「未來有可能出現」的「新行業」，模擬如果有該行業會發生什麼樣的情況。
- 〈看誰在說話〉：觀眾向製作單位報名，到節目中說出自己想說的話。
- 〈新聞辭典〉：方芳飾「媒博士」，解說新聞中的各種用語。
- 〈春假何處去〉：由邰智源、楊麗音主持，該單元為兒童節特別節目。

### 方芳、邰智源時期
自方芳、邰智源時期開始，《連環泡》開始有主題曲，例如郭富城的「我想偷偷對你說我愛你」歌曲就曾為《連環泡》主題曲之一。另外還有楊慶煌的「我是真的愛著你」及邰智源、許效舜、楊麗音的「歷史上的泡泡」等，都是該時期《連環泡》的主題曲。
- 〈明星專訪〉：由方芳、邰智源主持，每天邀請一至二位歌星或演員到節目中接受訪問。例如第1397集訪問張瓊姿與吳婉芳。
- 〈女人當家〉：方芳、花珮嵐與陶晶瑩主演的短劇[16]，第1375集開播。花珮嵐飾演「愛嬌姨」，方芳飾演「方阿姨」，陶晶瑩飾演「小陶子」，劇情圍繞在此三人的日常對話。方阿姨是愛嬌姨的鄰居，小陶子是方阿姨的女兒。開場是王偉忠的口白。
- 〈新聞急轉彎〉：第1375集開播。邰智源與陶晶瑩擔任調酒師，邀請來賓猜新聞題目。
- 〈老鄧的小耳朵〉：同方芳、許效舜時期。
- 〈四菜一湯〉：有〈最佳KTV〉、〈今夜何處去〉、〈放學之後〉、〈本週新聞話題〉、〈本週推薦電影〉、〈表妹你好〉等單元，每集播一個單元。

第1420集改版，方芳退出主持，分為四大區塊：
1. 〈親密關係〉：許效舜與陶晶瑩在《連環泡》攝影棚及其貴賓室內分別訪問一位來賓及其一位親友，兩邊皆有閉路電視可以監看對方的情形。先由許效舜問來賓一個問題，來賓回答該問題；然後，陶晶瑩問來賓親友同樣的問題，親友回答該問題。這樣可以檢驗來賓有無以誠實的態度受訪。反覆為之，到了最後，陶晶瑩與親友走進《連環泡》攝影棚作結，來賓此時才知道自己被製作單位「設計」了。結尾詞是「親密關係，甜蜜溫馨」或「親密關係，危險刺激」，最後以字卡「親密關係就是——」作結（字卡詞句內容不固定，例如：「親密關係就是——天天回家吃晚飯」）。
2. 〈朋友前走〉：許效舜與陳為民主持兼主演的短劇單元。首先由陳為民或來賓（來賓可有可無）以一塊有書寫一個四字成語的紙製匾額（右下角標記黑色細圓體「華視連環泡」五字）點明該集介紹的行業(例如：第1441集介紹流動攤販，所用的成語是「無地自容」；第1452集介紹導遊，所用的成語是「引人入勝」)，然後兩人（若有來賓，則是三人）對談概括介紹該行業，之後就進入搞笑短劇來介紹該行業的「甘苦談」，最後劇中人物會一同緊咬牙齒合說「厲害！厲害！」做為尾聲。短劇結束後，還會訪問幾個從事該行業的人，請他們親自發表該行業的「甘苦談」，或是提供一些意見給有意從事該行業的人，稱為〈朋友的話〉。「向前走」三字是台語發音，源自林強的成名曲〈向前走〉。
3. 〈有概念喔〉：陶晶瑩、邰智源主持，陶晶瑩介紹觀眾來信提供的新的人、事、物點子，邰智源表示認同之意時的口頭禪是「有概念喔」。第1441集介紹的點子是「空中菜園」。
4. 〈每週電影推薦〉：短劇單元，以諷刺搞笑的風格介紹目前上映的強檔電影，介紹電影內容不固定，電影片名會稍作改變（例如：《機器戰警》改稱「機械戰警」、《監獄風雲2逃犯》改稱「監獄風雲2特大逃犯」）以免節目廣告化。

- 《周末連環泡》：每週六播出的獨立節目，由方芳主持。

### 澎恰恰、白冰冰時期
澎恰恰、白冰冰時期《連環泡》的主題曲是周治平的「我怎麼可能會愛上你」歌曲。
- 〈一家親〉：由澎恰恰、白冰冰主持，主持人測驗來賓台語程度，來賓進行搶答。後面板子上有四個職業，分別是「博士」、「學士」、「高中生」及「留校察看」，如果來賓台語程度好，主持人就會將來賓提升一個位階；如果台語程度不好，就會降階。
- 〈夫妻寶典〉：由澎恰恰、白冰冰扮演夫妻所演出的短劇單元。
- 〈十分趣味－報喜不報憂〉：由馮翊綱、王玉玲、趙自強演出的短劇，以新聞諷刺的方式，諷刺時下新聞報喜不報憂的情景。馮翊綱、王玉玲開場白：「別人是報憂不報喜，我們是報喜不報憂！」
- 〈偉大的R.O.C系列〉：由王偉忠旁白，以短劇演出的方式，介紹當時台灣社會文化。
- 〈明星專訪〉：由澎恰恰、白冰冰主持，節目開場後，先由主持人介紹一位明星的故事，並請該明星來接受訪問。
- 〈古裝短劇〉：由澎恰恰、白冰冰主演的古裝短劇。
- 〈現代人〉：由曹啟泰主持，以說故事的方式介紹現代人的問題。
- 〈中國電視金泡獎〉：同澎恰恰、方芳時期。由曹啟泰旁白，以詼諧的介紹方式，介紹當時很紅的話題及人物。
- 〈舊情綿綿〉：由澎恰恰、白冰冰主持，邰智源旁白，每集邀請一位來賓回味古早故事。
- 〈舊愛新歡〉：由澎恰恰、白冰冰主持，每集邀請一位來賓。澎恰恰及白冰冰擔任古早東西的介紹人，跟來賓鬥嘴。
- 《周末連環泡》：同方芳、邰智源時期，改由白冰冰主持。

### 澎恰恰、白冰冰、蔡頭時期
澎恰恰、白冰冰、蔡頭時期《連環泡》的主題曲開始以當紅歌曲為主，主題曲不固定。
- 〈明星專訪〉：由澎恰恰、白冰冰、蔡頭主持，節目開場時都會請明星來接受主持人訪問。
- 〈古裝短劇〉：由澎恰恰、白冰冰、蔡頭主演古裝短劇。
- 〈飯前會議〉：白冰冰主持，澎恰恰、蔡頭主演，以新聞時事為主題，探討時下的社會問題。
- 〈阿澎嫂VS小為哥〉：由澎恰恰飾演的「阿澎嫂」與陳為民飾演的「小為哥」主持。每個禮拜會有不同主題會在節目裡討論。
- 〈查某人俱樂部〉：每週五播出的短劇單元，虛構廣播電台節目《查某人俱樂部》，由澎恰恰飾演的「阿澎嫂」與郭子乾飾演的「豬哥乾」主持。每個禮拜會有不同主題會在節目裡討論，例如：談棒球運動、中秋節。

1992年8月24日（第1732集）改版，蔡頭退出主持，分為五大區塊：
1. 〈連環卡拉泡〉：簡稱〈卡拉泡〉，每週一播出，由白冰冰、吳宗憲主持。開放觀眾報名的卡拉OK競賽。
2. 〈連環出招泡〉：簡稱〈出招泡〉，每週二播出，由澎恰恰、王玉玲主持。模擬遇到各種狀況時該以什麼樣的招式來處理，首集播出主題【如何教育叛逆的子女】[19]。（王玉玲後因拍攝華視電視劇《紅樓夢》退出主持，改由朱家容與澎恰恰搭檔主持。）
3. 〈連環模仿泡〉：簡稱〈模仿泡〉，每週三播出，由白冰冰、董至成主持。模仿秀單元。
4. 〈連環媽媽泡〉：簡稱〈媽媽泡〉，每週四播出，由白冰冰、朱家容主持。開放家庭主婦報名的才藝競賽。
5. 〈連環廣告泡〉：簡稱〈廣告泡〉，每週五播出，由澎恰恰主持。惡搞當紅電視廣告。

- 《周末連環泡》：同方芳、邰智源時期，改由白冰冰主持。

### 陶大偉、李方、朱家容、林佩君時期
陶大偉、李方、朱家容、林佩君時期《連環泡》的主題曲是趙擎的「一生愛過一次就好」、邱心儀的「Dream Dream」及葛蘭的「我要飛上青天」歌曲。
- 〈明星專訪〉：由主持群中三人主持，並邀請來賓專訪；另外也會在單元短劇結束後，邀請來賓討論。
- 〈連環360泡〉：林佩君主持，以當時的各行各業所發生的問題為題材所演出的短劇。「360」意指「三百六十行」。
- 〈連環出招泡〉：與《連環泡》五大區塊時期的同名單元相同。
- 〈連環歷史泡〉：以歷史事件為題材的古裝短劇。
- 〈連環經典泡〉：以經典的電影為背景所演出的短劇。
- 〈連環時事泡〉：以當前的時事背景所演出的短劇。
- 〈連環美語〉：陶大偉與朱家容主持的美式英語趣味教學。
- 〈小櫥窗大世界〉：短劇，兩人扮演服飾店落地窗裡的假人，討論櫥窗前所發生的有趣事情。
- 〈每日一話〉：每集收播前，邀請一位名人在鏡頭前獨白，向觀眾解說自己的一句座右銘。
- 〈年度風雲錄〉：陶大偉、李方、朱家容主持，以當年度的時事及明星特輯為主題，邀請來賓討論，第1851集、第1852集為李連杰特輯，陶大偉、李方、朱家容三位主持人首度不在，由張永正、高怡平、郎祖筠代班。
- 〈明星發射站〉：第1832集開播、第1866集停播，由高怡平主持，郭子乾扮演「電腦生化人」。每集介紹一位知名藝人最新動態，然後是高怡平訪問此藝人，結束時此藝人簽名並註明日期（但部分藝人沒有註明日期）留念。首集受訪藝人是吳君如，簽名日期是1993年1月8日。末集受訪藝人是白冰冰，簽名沒有註明日期。
- 〈溫馨國片特輯〉：1993年「中華民國電影年」特別節目，高怡平與曾志偉主持，1993年3月1日（第1867集）至3月12日（第1876集）連續十天播出15部民國40至50年代的國片代表作品。結束後開啟《連環泡》巴戈、董至成、胡惠玲時期。

### 巴戈、董至成、胡惠玲時期
巴戈、董至成、胡惠玲時期《連環泡》的主題曲是巫啟賢的「人生如夢」及葉璦菱的「真的不一樣」。
開場口號是主持群與觀眾齊喊：「開口笑，連環泡！」
- 〈現金滿天飛〉：每集開場設定一個主題給主持群與來賓閒聊，閒聊結束後巴戈與董至成亮出一疊新臺幣鈔票提問主題相關問題，觀眾舉手搶答，答對者能獲得金額不一的鈔票。
- 〈櫻桃樹下〉：是〈老實樹〉的進化版，巴戈與董至成訪問坐在櫻桃樹下的來賓，開場口號是巴戈與董至成先喊「櫻桃樹下」、觀眾再喊「老實話」。來賓有說謊或不承認某些事的時候，櫻桃樹的旁枝會下垂，甚至整棵倒在來賓身上；然後現場會播放來賓在華視舊節目（常用《連環泡》、《週末派》、《今晚有約》等節目的資料帶）中對同樣這些事的說法，證明來賓說法不一致。
- 〈胡說巴道〉：巴戈、胡惠玲、董至成、季芹、文英主演的短劇單元，演一家五口的家庭生活。巴戈、胡惠玲扮演夫妻，董至成、季芹扮演子女，文英扮演阿姨。

### 曹啟泰、董至成時期
曹啟泰、董至成時期《連環泡》主題曲是張震嶽的「我的心是為你跳」及歌手林漢陽的歌曲。
- 〈黃飛鴻會紅〉：古裝短劇單元，出品人（即《連環泡》製作人）葛福鴻、柴智屏，導演賴水清，武術指導鄭少峰，領銜主演曹啟泰、董至成，友情客串劉雪華、金城武、王中平、比莉、楊昕曦、花珮嵐、郭子乾……等。時值電影《黃飛鴻》系列最熱門的時候，因此推出本系列短劇，其中最有名的台詞為「我們寶芝林，遠近都馳名」。主題曲與《黃飛鴻之二：男兒當自強》同樣是〈男兒當自強〉，但改為黃霑作詞、鮑比達編曲、成龍主唱。開場由曹啟泰扮演說書人「烏龍曹」（諧音「烏龍茶」）與董至成扮演說書人「董才怪」（1993年7月19日第1967集加入，諧音「懂才怪」）主持，預告當日劇情。
- 〈曹批新聞〉：曹啟泰主持，以脫口秀手法評論新聞，搭配的道具是手工製作的剪報字卡。開場口號是「曹批新聞，臭屁新聞；不是新聞，我不批；沒夠臭屁，我沒愛『屁』」，但「我沒愛『屁』」有時會改為「我不會『屁』」。
- 〈董笨妺的明星剪貼簿〉：董至成扮演小學女童「董笨妺」主持的明星訪談單元。首集採訪〈黃飛鴻會紅〉攝影棚，受訪者為金城武。
- 〈金馬三十特輯〉：「金馬獎三十週年」特別節目，曹啟泰主持。最後一集訪問《連環泡》第十二任主持人巴戈。結束後開啟《連環泡》巴戈、曹啟泰時期。

### 巴戈、曹啟泰時期
- 〈中國娛樂史〉：是〈中國電視史〉的進化版。邀請來賓一起主演短劇。
- 〈新星聞〉：巴戈、曹啟泰主持。每集設定一個主題，邀請兩位藝人共同參加討論。
- 〈娛樂上下一百年〉：短劇單元，由曹啟泰旁白。

### 許效舜、陳為民時期
- 〈朋友前走〉：同方芳、邰智源時期。
- 〈技安妹〉：技安妹（本名章永慧，1972年8月21日—2007年3月21日）主演的短劇單元。世界新聞專科學校（即今世新大學）廣電科畢業的技安妹以該短劇闖出知名度，之後在吳宗憲主持的台視綜藝節目《綜藝最愛憲》中客串演出，還拍過肯德基電視廣告。[20]
- 〈音樂、音樂〉：短劇單元，主要由陽帆與歪妹跳一段踢踏舞，然後以「屁股對撞」方式開場與結束。表現形式亦多以音樂對話呈現，諷刺新聞時事。
- 〈IQ零蛋〉：內容不詳，待考。

## 影響
- 《連環泡》與華視播出的另一個綜藝節目《TV新秀爭霸站》可能是台灣電視史上發掘藝人的人數名列前矛的兩個節目，製播的八年期間，捧紅了曹啟泰、張永正、許效舜、郭子乾、楊麗音、邰智源、陳為民、洪都拉斯、郎祖筠、陶晶瑩等人，張小燕、胡瓜、方芳、蔡琴、澎恰恰、白冰冰、陶大偉、巴戈的演藝事業也因此再創高峰。還促成夏玲玲、曹啟泰這段老少配的姻緣。邰智源在1990年2月加入後認識了製作人徐雅琪，1993年結婚。
- 《連環泡》的〈中國電視史〉單元，不僅是製作人王偉忠的代表作，大部分被發掘的藝人也是在此單元出道的：除了前述所提的許效舜、郭子乾、邰智源、陳為民之外，還包括當時名氣相對較不大的九孔，現在已淡出演藝圈的阿咪、劉爾金，都是該單元的演員；可以說，該單元本身就在台灣電視史奠定了一定地位。
- 楊麗音、許效舜、邰智源曾組成「三口組」，於1991年出了兩張唱片，第一張還不錯，第二張成績就比較普通了。
- 知名紅頂藝人蔡頭曾主持《連環泡》，也讓蔡頭的演藝事業創高峰。
- 《連環泡》播出期間和《鑽石舞台》並列華視歷年來最重要的兩個綜藝節目，奠定了華視「綜藝王國」的美譽；胡瓜也是當時唯一兩邊都有參與主持的藝人，也讓他開始名列臺灣一線主持人之地位。
- 在《連環泡》節目尚不出名的吳宗憲、董至成、高怡平、謝金燕、任賢齊、天心等人，日後在台灣主持界、歌唱界及戲劇界都佔有很重要的地位。
- 《連環泡》的五位製作人葛福鴻、王偉忠、薛聖棻、侯文燕、柴智屏，至今都是台灣媒體界舉足輕重的人物。
- 2018年5月，王偉忠回憶，在他二十多歲時，「我們的劇本譏諷時事、常踩紅線，捅了各種麻煩」，但華視節目部編審汪石泉還是願意給年輕人機會[21]。
- 2019年12月，周華健的歌〈飛飛飛飛飛〉MV，部分片段戲仿《連環泡》胡瓜時期的〈老實樹〉，一人戲仿胡瓜[22]。

## 大事記
- 澎恰恰、方芳因主持《連環泡》獲得1989年第24屆金鐘獎最佳綜藝節目主持人獎。
- 《連環泡》獲得1991年第26屆金鐘獎綜藝節目獎，由製作人徐雅琪代表上台領獎。
- 1989年3月，《連環泡》的單元〈中國電視史〉消遣中視氣象台主播馮鵬年，華視當時曾要求福隆製作公司剪去該段內容；但華視隨後發現該段內容被照常播出，華視節目部隨即決定簽辦失職人員。其後福隆製作公司向華視節目部說明，他們曾以電話聯絡馮鵬年，獲得馮鵬年同意，才保留該段內容；華視節目部遂同意取消懲處。[23]
- 自1187集（1990年7月9日）至1214集（1990年8月15日）為止，《連環泡》曾試圖轉型，由以劉瑋慈為首的華視綜藝節目《歡樂週末派》團隊主導製作，甚至曾經在一開始定名為《歡樂連環泡》，並加入帥哥美女綜藝團成員林佩君參與主持或短劇演出，使得內容上變得有《週末派》的感覺；但原本《連環泡》的觀眾群以及趙少康、景翔、李永然等原本的忠實觀眾都覺得內容變得較為鬆散，不如以前的〈七點新聞〉等單元緊湊以及貼近生活[24]，因此自1216集起又回到由原本的團隊製作。

## 一些成員加入連環泡的契機與相關情境[1]
- 曹啟泰：原本在幕後做服裝道具，卻向王偉忠說想做幕前，因而開始做〈每日一說〉。
- 郭子乾：王偉忠在劇場看到他，要他來《連環泡》看看；他做了一陣子幕後，很快就到幕前了。
- 澎恰恰：那時剛從嘉義上來台北市，石英帶他到華視演連續劇《大小濟公》，王偉忠覺得戲中他這個人實在長得太好笑（第一眼覺得，瘦瘦的他很像本土漫畫家劉興欽筆下的阿三哥），於是找他進來為《連環泡》加一些土味。
- 楊麗音：有人和正在找女丑的王偉忠說「李國修那裡有一個很棒的人」，於是王偉忠去舞台劇那兒，把原本是舞台劇演員的她（那時一個月收入只有新台幣2,000元）找進《連環泡》。原本楊麗音說，電視都是臨時寫好劇本的，她記詞慢沒辦法，要三天前給劇本才行；王偉忠說「那不然就照著OS演就好了，不用台詞」，她才答應加入。
- 許效舜：原本是法院的法警，想演《連環泡》，由蘭陵劇坊的金士傑打電話給王偉忠介紹。許效舜跑到福隆製作總部（當時地址為台北市光復南路260巷48號1樓）外面一直張望，王偉忠那時心想「拜託，不要是這個人」，結果許效舜把福隆製作總部窗戶打開問「請問王偉忠先生在嗎」。後來許效舜給了王偉忠一張用兩根牙籤撐住雙鼻的照片（模仿許不了），就進《連環泡》了。
- 都拉斯：一退伍就來工作，跟著王偉忠做幕後的服裝道具做最久，也跟著演。一次福隆製作要簽郭子乾、陳為民、許效舜當《連環泡》正式演員時，洪都拉斯開車載他們去台北來來大飯店（現台北喜來登大飯店）簽約，覺得自己也應該爭取這個機會，因此向王偉忠說他想做幕前（和曹啟泰一樣，也是原本做服裝道具、結果說想做幕前）；但王偉忠說他不醜、但也沒有小虎隊帥，覺得他會紅不起來（紅與不紅之間，最辛苦），沒有給他明確的答案。於是他帶著感傷離開《連環泡》。
- 陳為民：由許效舜介紹給王偉忠，被網羅進入《連環泡》。
- 九孔：加入《連環泡》是在節目後期的時候，當時他被中華民國空軍軍官學校退學，是許效舜帶他進來的；他演蚊子給王偉忠看，王偉忠覺得攝影棚多個蚊子也無所謂。他另有一套「神經病飛行員」的貫口，王偉忠很讚許。

## 相關軼聞
- 郭子乾自爆，曾向前面的道具頭學到利用做道具的職務報假帳「A錢」（自肥）：把借假髮時一頂實際付400元報成800元，後來還把這一招傳給接手做道具的洪都拉斯。王偉忠聞言表示「當時我只管錄影，根本不管這些」。（附註：洪都拉斯曾經在先前的另一個綜藝節目[25] 中提到這一段往事，唯當時他的說法是，郭子乾曾經告訴他「借假髮一頂300元，你可以報500元，只要借10頂你就可以多2,000元」，在金額上有出入。該集節目中，洪都拉斯也提及郭子乾教的另外一招：「過年除夕時借的大鼓一天500元，你可以放三天、和公司說1,500元，但拿去還時只要付500元。」）
- 九孔演連環泡是500元的酬勞開始演起，做了兩年升到1,000元，扣稅後950元。許效舜是300元演起，一個月6,000元，這個酬勞演了兩年才加薪。
- 連環泡錄影時，楊麗音從來不遲到。澎恰恰晚上還要作秀，因此回來後直接在攝影棚裡睡覺就不會遲到。
- 澎恰恰表示，當時王偉忠不敢罵他，是因為：(1)他比較大牌一點，(2)他比王偉忠大一歲。王偉忠也表示，他不太罵女生（楊麗音很少被他罵），也不好罵比自己年紀大的。
- 澎恰恰表示，連環泡收視率在胡瓜主持時是高潮，後來蔡琴主持時期收視率開始下跌；他接連環泡主持時，收視率也處於一直下跌的狀態；直到找來方芳加入，並開闢〈中國電視史〉、〈中國小姐〉這些單元後，連環泡才開始紅。王偉忠表示，〈中國電視史〉的時候收視率是最可怕的，每個人都看。
- 小S表示，她是從〈中國電視史〉才開始注意連環泡的，前面的東西完全不記得。她當時聽到〈中國電視史〉的王偉忠旁白，覺得「很崇拜這個人」，全家也會討論「這個人是台灣最有幽默感的人，講話口齒又清楚」。
- 連環泡總共做了八年，其中王偉忠做了六年半，他沒做的時期是澎恰恰接手做。王偉忠出去玩、不導戲時，由澎恰恰導戲。
- 許效舜第一次參加連環泡，是演殺過來殺過去的臨演士兵。後來王偉忠看許效舜的樣子有點特殊，於是要他留下來，去演〈中國電視史〉軍教篇的傻兵；那時連長則由郭子乾演。澎恰恰去跑秀後，侯文燕與王偉忠就找許效舜當「第二男主角」，把一些戲份攤掉。
- 連環泡唯一演過、糗過王偉忠的人，是澎恰恰。
- 澎恰恰第一次在連環泡演出，是演〈中國電視史〉謝雷篇的謝雷。他從頭到尾共參與連環泡七年。
- 許效舜曾經有一次演學生（澎恰恰演教務主任），在一串台詞裡的一句一直過不去，NG了28次，壓力大到跪在地上哭。後來是把那一句台詞寫在柱子上面，等許效舜一開始講就把鏡頭轉到澎恰恰身上，才OK的。
- 張小燕在華視開了一個深夜談話性節目《今晚有約》，王偉忠去開場NG了很多次，體會到演員的辛苦，回來就對連環泡演員們比較好了。
- 王偉忠在連環泡錄影現場痛罵演員，是為了防止華視攝影師直接罵演員，有點像是媽媽打小孩給外人看。
- 楊麗音演林黛玉到花園挖土葬花時，王偉忠配的旁白臨時加詞「林黛玉雙魚座的，必要的時候會挖一點蚯蚓吃」，楊麗音只好照著演。
- 大家演完後，許效舜常會帶大家一起去台北東區ATT服飾外的大電視牆，感受一下大批群眾停下腳步、看著〈中國電視史〉哈哈大笑的喜悅。
- 連環泡最早的棒球隊，是澎恰恰組的。
- 〈三口組〉原本是要找郭子乾加入，但他不懂歌曲，因此沒讓他加入。
- 九孔第一次演時，王偉忠要對戲的劉爾金先殺九孔九刀，九孔的台詞是「為什麼要殺我九刀」，劉爾金的回答是「因為你叫『九孔』啊」，藉以把九孔介紹給大家。
- 許效舜一次演短劇，大家擠來擠去時，他不小心碰到楊麗音胸部，楊麗音反而問他：「手有沒有怎麼樣？之前摸到的人手都爛掉了。」
- 在任賢齊發一張唱片，還是小歌手時，曾經跟著九孔進來連環泡演好玩的。
- 連環泡每次錄影是早上九點進棚，錄到下午五、六點收工，但有時會錄不完。

（本段落的以上項目均來自同一參考資料，以下項目另有其他參考資料來源）
- 方芳曾經在穿上道具人員借來的衣服時被沒有拔起來的大頭針戳到，「啊」了一聲並問是誰借的；郭子乾過去道歉後，她說：「小郭，你那麼早就想把我幹掉？」[26]
- 都拉斯曾經借來清朝的道具服裝，演完後卻不見了，後來賠了新台幣15,000元給華視。[27]
- 顧寶明、李國修曾參與連環泡張小燕時期的短劇演出，不過連進入連環泡相對較早的澎恰恰也沒有和他們共事過[28]。
- 前法務部長罗莹雪在負笈纽约期间，曾经為《連環泡》写剧本。[29]
- 謝金燕在《歡樂週末派》與王偉忠熟識。王偉忠於選畢之際詢問謝金燕演出短劇意願，得知她答應之後，將她安排至〈七點新聞〉表演至1990年間為止。王偉忠表示「當時不知道她的家庭背景，漂亮女孩肯演女丑還肯吃苦，很特別」。其中令王偉忠印象特別深刻的是：在工作上，一次王偉忠對謝金燕有所誤會憤而大怒，即使她當時急忙說明，但自認當年心高氣傲的他完全不理她；直到她一路跟隨他從華視走回福隆製作總部，他認為她真有誠意，才進福隆製作總部談話[30][31]。

## 連環泡片段重溫
- 華視影音頻道－連環泡 （页面存档备份，存于）
- 連環泡-明星發射站